# Парк пријатељства
Парк пријатељства на Новом Београду један је од највећих паркова у Београду. Утврђен је за знаменито место.

## Локација
Налази се на Новом Београду у месној заједници Ушће. Оивичен је улицама Ушће и улицом Булевар Николе Тесле.
Парк Пријатељства обухвата површину од 14 хектара. До парка се може стићи градским превозом може стићи аутобуским линијама 15 и 84.

## Природа и спортски садржаји
Парк обухвата велики број зелених површина и стабала и излази на реку Саву и реку Дунав. Погодан је за шетњу, физичку активност или опуштање у природи.
У парку се налази бициклистичка стаза и стаза за трчање. 
Иако се налази у непосредној близини центра Београда у њему преовладава мир и тишина, па је зато један од омиљених паркова Београђана.

## Изградња и историјат
Идеја за формирање Парка пријатељства меморијалног карактера потекла је од Младих горана који су у име одржавања Прве конференције несврстаних у Београду 1961. године, донели одлуку да се оснује спомен-парк као симбол борбе за мир и једнакост свих народа у свету. Њихову иницијативу 29. августа 1961. године подржали су Савет за културу и Савет за урбанизам Народног одбора града Београда. За свечано отварање Парка сматра се Титова садња платана 7. септембра 1961. године. Прво идејно решење урадио је инжењер Владета Ђорђевић али коначно решење изгледа и организације парковског простора приказано је у пројекту под називом „Потез“ који је освојио прву награду на југословенском конкурсу 1965. године. Скупштина града Београда и одбор за старање о изградњи и уређењу парка је расписао општејугословенски конкурс. Специфичност тематике била је изазов ауторима јер је третирала област хортикултуре, не тако честу конкурсну материју као и положај парка међу најзначајнијим државним зградама, Палате Савезног извршног већа и Некадашње зграде ЦК КПЈ (данас ПЦ Ушће), Музеја савремене уметности и Хотела Југославија. На конкурс је пристигло деветнаест радова од којих су три награђена, а једанаест откупљено. Прву награду је освојио рад под шифром „Потез“ архитекте Милана Палишашког. Другу награду делили су архитекти Ранко Радовић и Љиљана Пекић, а трећа је припала архитекти Мири Холамбек-Бенцлер из Загреба. Изградња парка је на симболичан начин обележила оснивање покрета несврстаних чији је један од оснивача била и Југославија. Рад архитекте Палишашког према оцени комисије представља строго решење са геометријским поделама и наглашеном монументалношћу, свечано и репрезентативно.

## Алеја мира
У централном делу парка налази се Алеја мира са спомен-обелиском „Вечна ватра” У парку се налази статуа цвета скулпторке Лидије Мишић. Алеја мира са 26 платана које су засадили државници земаља, за време конференције несврстаних у Београду до 1989. године, је дугачка 180 m што уједно представља број земаља које су као свој политички приоритет имале залагање за мир, кроз такозвану политику мирољубиве, активне коегзистенције. Сви учесници Прве конференције засадили су исту биљку-платан.
Избор платана лежи у њиховој дуговечности што потенцира идеју о успостављању трајног мира у свету. Поред сваког засађеног дрвета постављена је плоча са именом државника и земље из које долази, годином сађења и латинским називом дрвета Plаtаnus аcerofiliа. Саднице платана су постављене на удаљености од осам метара да би се на одређеној висини свог раста спојиле и тако формирале јединствен зелени низ који је такође носио симболику о повезаности свих народа кроз заједничку идеју. Од конкурсног решења до данас реализовано је само 9,5 хектара парковске површине. Иако је од оригиналне замисли архитекте Палишашког мало тога изведено, у основи се и данас сагледава специфичност у формирању једног модерног парка.

## Споменик „Вечна ватра”
Споменик „Вечна ватра” налази се у парку и подигнут је у знак сећања на жртве НАТО бомбардовања Савезне Републике Југославије. Подигнут је према замисли вајара браће Светозара и Светомира Радовића и архитеката Марка Стевановића и Миодрага Цвијића. Споменик је свечано откривен 12. јуна 2000. поводом годишњице завршетка НАТО бомбардовања у присуству највећих политичких званичника. Споменик вечна ватра висок је 28. метара, требало је да буде висок 78 м што симболизује број дана НАТО бомбардовања. Пламен на „Вечној ватри“ се вијорио до 5. октобра 2000. Тада су се повукли полицајци који су обезбеђивали споменик, а непознати хулигани су упали у објекат одакле је стизао гас, оштетили инсталације и тако угасили „Вечну ватру“. Други су развалили улазна врата и ушли у обелиск. Онда је у истој ноћи група младих поскидала и однела скупоцене рефлекторе. Убрзо након тога, споменик је ишаран графитима који су потпуно прекрили натписе и нарушили изглед споменика. Након тога скинута су слова са текста „Вечна ватра“ у којем је било наведено коме је споменик посвећен. Споменик је био запуштен све до 2009. године када су захваљујући иницијативи Клуба генерала и адмирала Србије, исцртане поруке префарбане, прилаз „Вечној ватри” је очишћен, али пламен није поново засијао.
Најновије уређење споменика било је у марту 2019. када је обновљен и цео Парк пријатељства у ком је уређен плочник, постављене нове клупе и корпе за отпатке, постављена нова расвета и засађено дрвеће. Споменику је у потпуности враћена бела боја, међутим пркосни пламен опет није засијао.

## Познати у парку
У овом парку су у бројни званичници и познате личности засадиле дрво у знак пријатељства, а међу њима били су Франсоа Митеран, Јосип Броз Тито, Џавахарлал Нехру, Гамал Абдел Насер, краљица Елизабета II, Фидел Кастро, Муамер ел Гадафи, цар Хајле Селасије, Леонид Брежњев, Михаил Горбачов, Ричард Никсон, Џими Картер, Тодор Живков, Николаје Чаушеску, Ким Ил Сунг, Индира Ганди и др. 
Последњи званичник који је посадио дрво за време постојања Социјалистичке Федеративне Републике Југославије био је румунски председник Јон Илијеску, који је 1991. године засадио 194. стабло у парку.
И након распада Југославије, традиција сађења дрвећа у парку се одржала, па су и чланови америчке групе Ролингстонс засадили дрвеће, 2007. године пред концерт који су одржали у Београду.

## Галерија
- Споменик „Вечна ватра”
- Спомен обележје почетка изградње Новог Београда
- Палата Србије
- Холандска краљица Јулијана и Бранко Пешић 1972. године у Парку пријатељстваХоландска краљица Јулијана и Бранко Пешић 1972. године у Парку пријатељства
- Дрворед у парку и споменик „Вечна ватра”